# Brontoscorpio anglicus
Brontoscorpio anglicus – gatunek wymarłego skorpiona opisany na podstawie skamielin odkrytych w Trimpley w Anglii. Żył w sylurze na dnie mórz i na wybrzeżach.

## Dane podstawowe
pokrycie ciała: słaby pancerzyk;
głowa: głowa połączona z tułowiem i kończynami. Z przodu głowy były oczy, otwór gębowy i szczękoczułki uzbrojone w szczypce;
uzębienie: brak prawdziwych zębów, posiadały szczękoczułki;
szyja: brak;
kończyny przednie: brak, rolę kończyn przednich pełniły szczękoczułki;
kończyny tylne: 4 pary kończyn tylnych;
ogon: brak prawdziwego ogona, lecz rolę ogona spełniał odwłok;
inne: bardzo podobny do dzisiejszych skorpionów
Wymiary średnie:
długość ciała: ok. 1 metra;
wysokość: ok. 35 cm
Pożywienie: prymitywne kręgowce, trylobity, bezkręgowce, w tym inne skorpiony i wielkoraki
Wrogowie: łodzikowce z rodzajów Orthoceras i Cameroceras, większe skorpiony i wielkoraki w tym Pterygotus
Okres występowania: sylur
Biotop: dno morza oraz plaże, i wybrzeża, tylko słone wody.
Zachowanie: raz na kilka miesięcy zrzucał pancerz, przez kilka godzin nie mógł polować
- Erik N. Kjellesvig-Waering, Brontoscorpio anglicus; A Gigantic Lower Paleozoic Scorpion from Central England, Journal of Paleontology 1972 46: 39-42.(abstrakt) (en)